# Rafael Álvarez Ibarra
Rafael Álvarez Ibarra (Bilbao, Vizcaya, 19 de septiembre de 1961) es un ajedrecista y Maestro Internacional de ajedrez español.

## Biografía
Álvarez ostenta el título de maestro internacional de ajedrez desde 1986.
Participó representando a España en el Campeonato de Europa de ajedrez por equipos de 1989 en Haifa.
Fue subcampeón de España en el año 1994 por detrás de Sergio Cacho Reigadas. Fue tres veces campeón de ajedrez del País Vasco, en los años 1992, 1994 y 2000.
Ha sido entrenador tanto en la Comunidad Valenciana como en la Federación Española de Ajedrez y a nivel internacional en Francia, Grecia y Estonia.
En julio de 1995, alcanzó su mejor puntuación en el ranking internacional quedando en el puesto 2445 a nivel mundial.